# Sidsel Endresen
Sidsel Endresen (Trondheim, 19 juni 1952) is een Noorse jazzzangeres. Haar zangstijl kan worden omschreven als onomatopoëtisch en experimenteel.

## Biografie
Endresen begon in 1978 met een studie Engels en antropologie aan de Universiteit van Oslo, nadat zij als kind en jongvolwassene vier jaar in het Verenigd Koninkrijk had doorgebracht. Ze richtte de Sidsel Endresen Band op en maakte naam in het lokale muziekcircuit in Oslo. In 1980 nodigde ze zangeres Radka Toneff uit voor een workshop van de Norwegian Jazz Federation, waar ze gitarist Jon Eberson ontmoette. Tussen 1980 en 1987 trad ze op als zangeres en tekstschrijver in zijn formatie Jon Eberson Group, wiens muziek bewoog tussen jazzrock, rhythm-and-blues en soul. Het winnen van twee Spellemannprisen maakte haar nationaal bekend in het Noorse jazzcircuit.
De solocarrière van Sidsel Endresen begon in 1989, aanvankelijk met een platencontract bij Manfred Eichers Duitse jazzlabel ECM Records, die de albums So I Write (1990) en Exile (1994) uitbracht. Beide keren werd ze vergezeld door Django Bates, Jon Christensen en de jonge trompettist Nils Petter Molvær. Op het tweede album speelden David Darling en Bugge Wesseltoft als begeleidende muzikanten. Sidsel Endresen, wiens muziek nu meer ruimte bood voor improvisatie en het plezier van experimenteren, ontwikkelde in die tijd haar eigen onomatopoëtische stijl, waardoor ze beroemd werd over de grenzen van Noorwegen. Sidsel Endresen bracht nog drie opnamen uit met de Noorse toetsenist Bugge Wesseltoft in het duo Nightsong (1994), Duplex Ride (1998) en Out Here. In There (2002). Tegelijkertijd trad Sidsel Endresen op tussen 1995 en 1999 met het vrij improviserende vocale trio ESE - samen met Elin Rosseland en Eldbjørg Raknes. In 1999 componeerde ze samen met Rolf Wallin de eenmansopera Lautleben, die werd opgevoerd in Ultima (1999), Bergen (2000), Stockholm (2001) en Groot-Brittannië (2001). Tussen 2000 en 2002 toerde ze door Europa met het Undertow solo-project.
Daarnaast waren er werken in opdracht voor diverse Europese festivals, podium- en dansprojecten en de filmmuziek voor Expedition (2000) van Runi Langum. Samen met de Noorse pianist Christian Wallumrød bracht Sidsel Endresen in 2004 de cd Merriwinkle uit en ging op tournee, deels versterkt door de elektronische geluidsknutselaar en producent Helge Sten. Op het Moers Festival in 2007 trad ze op met het elektro-akoestische duo Humcrush (Ståle Storløkken, Thomas Strønen), waarmee het album Ha! werd uitgebracht in 2011. In oktober 2007 speelde ze in de formatie The Moll Law van Udo Moll, Sebastian Gramss en Matthias Muche. Het album Bell Time (2011) is gemaakt met Bram Stadhouders en Jim Black, met Jan Bang, Erik Honoré, David Sylvian en Arve Henriksen Uncommon Deities (2012). De afgelopen jaren is ze op pad geweest met Stian Westerhus, met wie ze ook twee albums heeft uitgebracht bij Rune Grammofon. In 2013 werd ze door Claudio Puntin samen met Samuel Rohrer en Skúli Sverrisson uitgenodigd voor het Tonspuren Irsee-festival, opgericht door Martina Taubenberger.

## Onderscheidingen
Endresen ontving in 1981 samen met Jon Eberson een Spellemannprisen in de categorie rock, met wie ze in 1984 nog een Spellemannprisen ontving. In 1993 werd ze geëerd met de eerste keer uitgegeven Radka Toneff Minnepris. In 1998 en 2002 volgden samen met Bugge Wesseltoft nog meer Spellemannprisen in de open categorie. In 2000 ontving ze de Buddyprisen.

## Discografie

### Solo
- 1990: So I Write
- 1994: Exile
- 2001: Undertow
- 2006: One

### Met de Jon Eberson Group
- 1981: Jazzrock
- 1981/1982: Polarities
- 1983: City visions
- 1985: Stories
- 1987: Pigs and poetry

### Met Bugge Wesseltoft
- 1994: Nightsong
- 1998: Duplex Ride
- 2002: Out Here. In There

### Met ESE
- 1999: GACK

### Met Christian Wallumrød
- 2004: Merriwinkle

### Met Stian Westerhus
- 2012: Didymoi Dreams
- 2014: Bonita

### Andere projekten
- 1995: Kullboksrytter (met Out to Lunch & Norwegian String Quartet)
- 2001: Different Rivers (met Trygve Seim)
- 2002: ...The Rest Is Rumours (met Pål Thowsen, Jon Eberson en Steinar Sønk Nickelsen)
- 2005: Sing Me Something (met Ensemble du Verre)
- 2007: Crime Scenes
- 2010: And Poppies from Kandahar (met Jan Bang)
- 2011: Ha! (Rune Grammofon) (met Humcrush)

- Bibliothèque nationale de France: cb139396148 (data)
- Gemeinsame Normdatei: 134703758
- International Standard Name Identifier: 0000 0000 5518 0484
- Library of Congress Control Number: n94070939
- MusicBrainz: e537e01a-d275-47e8-911c-da2622e8d0a5
- Nationale Bibliotheek van Israël: 987011050415105171
- Virtual International Authority File: 285180643
- WorldCat: E39PBJmhW7T6mK473CcdGmJ4bd